# Aislingen
Aislingen er en købstad (Markt) i Landkreis Dillingen an der Donau i Regierungsbezirks Schwaben i den tyske delstat Bayern, med knap 1.400 indbyggere. Den er en del af Verwaltungsgemeinschaft Holzheim.

## Geografi
Aislingen ligger i Region Augsburg.
Der er følgende landsbyer i kommunen: Aislingen, Baumgarten, Rieder, Windhausen.